# Медіа-скаутство
Медіаскаутство (також Medienscout, Mediascout, Medienscouts або Medienmentor) є освітніми ініціативами для медіаосвіти дітей і підлітків. При цьому підлітки, які пройшли навчання як медіаскаути або наставники, беруть на себе інформацію та освіту своїх однокласників та друзів з тем, пов'язаних із медіа. Мета полягає в тому, щоб сприяти медіаграмотності дітей і підлітків, а отже, орієнтує на відповідальне використанню ними ЗМІ. Термін Scout (англійська для розвідки — досліджуйте, просвічуйте) орієнтує на паралель із скаутами.
Ідея Медіаскаутства виникла в Німеччині і орієнтована на навчання і самонавчання підлітків, котрі — як рівні — будуть посередниками (медіаскаутами) між медіа і ровесниками для зменшення залежності від негативного впливу медіа на особистість.

## Сучасний стан
Сьогодні діти та молодь мають багато можливостей для використання ЗМІ. Однак у багатьох випадках вони не здатні компетентно оцінити переваги та небезпеки, які виникають, та діяти відповідно. Все більший і більший потенціал нових медіа ставить під загрозу негативного впливу на молодь. Це часто є змістом політичних дебатів. , На передньому плані виникають такі проблеми:
Ефект прославлення насильства: Передбачається, що насильство на телебаченні або у відеоіграх знижує поріг гальмування реакцій молодих людей на негатив, призвичаює їх до негативу. У молодіжному насильстві засоби масової інформації часто отримують роль підсилювача. При запуску відео, відеоігор, фільмів і музики часто наводяться як потенційні причини, що впливає на сприйняття негативу.
Захист неповнолітніх :
Залежність :
Як і наркотики або азартні ігри, ЗМІ можуть викликати залежність. Особливо загрожує залежність від відеоігор, Інтернету або телебачення підліткам..
Конфіденційність :
Завдяки зростанню впливу соціальних мережах та громад, молоді люди виявляють чимало особистої інформації або фотографій себе в Інтернеті. Часто їм важко оцінити, хто має доступ до цієї інформації і як вони можуть бути використані проти неї в майбутньому
Медіальний вплив :
Через рекламу, кіно та комп'ютерні ігри компанії також намагаються впливати на поведінку підлітків або керувати ними. Тому існують дуже конкретні економічні інтереси, що стоять за створенням медіа-форматів. Демонстрація цих механізмів сприяє більш усвідомленому споживанню.
Можливості та сильні сторони концепції медіа-скаутів для передачі цього важливого контенту вже визнані на політичному рівні Через рекламу, кіно та комп'ютерні ігри компанії також намагаються впливати на поведінку підлітків або керувати ними. Наявні дуже конкретні економічні інтереси, що стоять за створенням медіаформатів. Демонстрація цих механізмів сприяє більш усвідомленому споживанню медіа. Можливості та сильні сторони концепції медіаскаутів для передачі цього важливого контенту вже визнані на політичному рівні,, що розглядається на Німецькому дні попередження і про це повідомляється в деяких ЗМІ ,.,

## Освітні концепції
Освітня концепція медіаскаутства базується на тезі профілактики відомого принципу рівного навчання. Це поняття розглядає людей як рівних (Engl. Peer: рівний, рівний іншому), оскільки вони є членами тієї ж соціальної групи, особливо з урахуванням віку, позицій або статусу. Медіа-скаути будуть уповноважені передавати інформацію ровесникам із конкретної тематики та надавати їм соціально корисну інформацію. Цільова група формується таким чином що всі члени — рівні й інформація шириться такими ж рівними членами. Така установка пояснюється, переважно, тим, що підлітки розглядають своїх однолітків як головних співрозмовників. Теорія мотивації молоді свідчить, що люди мають більш високу мотивацію до навчання, якщо те, чого вони навчилися, має відношення до їхнього життя або вони усвідомлюють, що вони можуть допомогти іншим через те, про що вони дізналися.

## Зміст навчання
Навчання з опертям на засоби масової інформації розглядає різні теми, які мають відношення до відповідального та інформованого підходу. Серед основних тем: 
- медіапедагогіка;
- медіакомпетентність;
- медіаграмотність;
- медіаосвіта;
- Нові медіа;
- психологія;
- право;
- «гнучкі» навички;
- профілактика;
- риторика.

Оскільки різні ініціативи, клуби та проекти мають різний акцент на зміст медіанавчання і через те, що однакові теми не завжди належно висвітлюються, конкретний навчальний зміст представлено у відповідних ініціативах.

## Проекти (різні медіа-скаутські ініціативи в Німеччині)
Ще в 2004—2006 роках попередні етапи проекту були протестовані в Берліні, Аугсбурзі та Дармштадті в рамках дисертації Бояна Годіна Bojan Godina . Впровадження та переваги цього методу медіаосвіти були науково оцінені. Зміст тренінгу був, відповідно до теми дисертації, «невидимою релігією підсвідомого маркетингу в ЗМІ». Підлітки мали бути проінформовані в першу чергу про функціонування та вплив медіального впливу. Використовуючи результати дослідження, проект розвідки ЗМІ було розроблено партнерами (IKU / vimotion / House of Prevention).
Планування та реалізація першого медіаскаутського проекту розпочалося у 2009 році у гімназії імені Георга Бюхнера у Віннендені . Початковою подією стала «розправа над Вінненденом», яка обговорювалася по всій країні щодо впливової ролі ЗМІ, наприклад, так званих " кілерів " Beitrag der Süddeutschen auf ihrem Internetportal. На відміну від попередників, у Бранденбурзі та Баварії, використовувався широкий спектр навчального змісту. Офіційно проект розпочався 4 лютого 2010 року з 14 медіаскаутами. Організація була заснована в січні 2012 року як неприбуткова асоціація і в тому ж році виграла «Schutzbengel Award» послуг Rummelsberger для людей gGmbH, на тему «молоді соціальних медіа».
Базовий тренінг для медіаскаутів складається з теоретичних і практичних аспектів. Крім того, існують різні просунуті модулі, які присвячені різним пріоритетам, таким, як поглиблена освіта з питань наркоманії та попередження злочинності. На підтримку цього проекту тренінг зосереджується на власному електронному навчанні- Платформа, за допомогою якої скаути самостійно працюють над конкретними навчальними підрозділами, тут роз'яснюються організаційні питання, завдяки яким слухачі отримують базу даних текстових, візуальних і кінематографічних матеріалів і презентацій, які вони можуть використовувати для своєї роботи в класах з конкретних тем. Для того, щоб скаути могли розвиватися в дидактичній та змістовній якостях, уроки знімаються та оцінюються анкетами. Це забезпечує постійну внутрішню оцінку.
Педагогами медіаскаутської концепції Гейдельберга-Вінненера є не тільки медіапросвітники та соціологи, а й кіно- та медіавиробники, які представляють філософію прав людини і природність цієї ціннісної концепції. Згідно з цією умовою, засновники компанії Medienscout опублікували книгу «Орієнтована на вартість медіаосвіта: проєкт профілактики» Medienscout".